# Cosmarium elegantissimum
Cosmarium elegantissimum  là một loài Song tinh tảo trong họ Desmidiaceae, thuộc chi Cosmarium.